# ロンナイ
ロンナイは、ロック系の音楽番組。パーソナリティは大貫憲章と片桐克己（Katchin'；かっちん）。タイトルの「ロンナイ」とは、大貫憲章の主宰するDJイベント「LONDON NITE」の略である（ただし、イベントとラジオ番組そのものは関連性がない）。
2010年9月までJFN系列各局で放送されていた（制作はJFNCではない・リクエスト・メッセージは大貫の公式サイトであるケンロックスへのメールとなっている）。ほとんどの局は土曜か日曜の夜に放送していた。
2010年10月からは形を変えて、エフエム愛知1局で放送を開始。2011年6月26日で放送を終了した。
ケンロックスのホームページ内ではロンナイのほかに、雑誌の情報も掲載されている。
大貫担当のレギュラー番組の一つであり、同時期には『ロックDe GO!』も同じJFN系列で行っていたほか、これらとは別にエフエム・インターウェーブ（InterFM、当時。）で『KENROCKS NITE』を担当。2023年現在でも『Kenrocks Nite Ver. 2』として放送しており、エンディングに同じ曲を用いて実質の姉妹番組のように扱っている。

## ネット局と放送時間（2011年6月で終了）
- エフエム愛知（日）22:00～22:30

### かつて放送していた放送局（2010年9月で終了）
- エフエム岩手（月）20:00～20:30
- 岐阜エフエム放送（日）24:00～24:30
- 福井エフエム放送（日）24:30～25:00
- エフエム熊本（日）24:30～25:00
- エフエム宮崎（土）24:00～24:30

### かつて放送していた放送局（途中打ち切り）
- エフエム秋田（日）24:30～25:00
- エフエムラジオ新潟（金）25:30～26:00
- 長野エフエム放送（日）25:00～25:30
- 岡山エフエム放送（日）24:00～24:30
- エフエム山陰（日）24:00～24:30
- エフエム山口（日）24:00～24:30
- エフエム香川（土）24:30～25:00
- エフエム長崎（日）24:00～24:30
- エフエム鹿児島（土）24:00～24:30

## ジングル
この番組のジングルには2種類ある。
- CM枠の前のジングルは「ロンナイ、ロンナイ、チェケラッチョー!」というもの。
- CM枠 (1) の後に流れるのは「憲章とかっちんの…ロンナイ」というもの。